# Església de Suècia

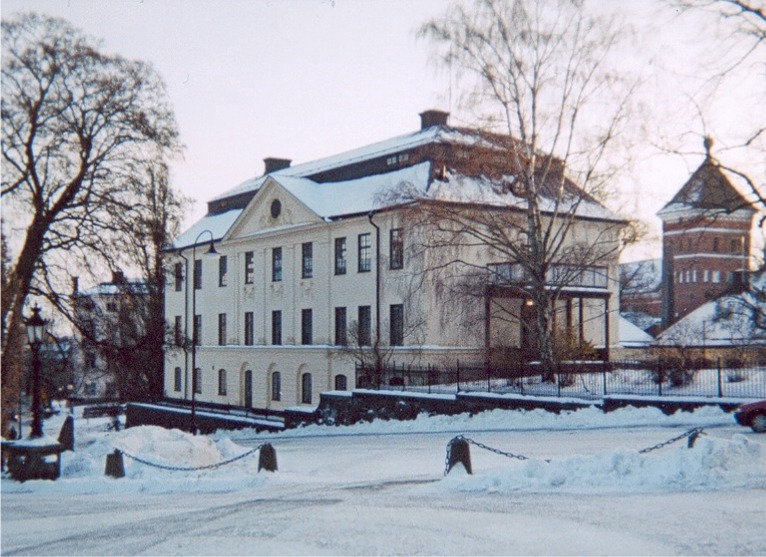
Palau de l'arquebisbatl d'Uppsala

L'Església de Suècia (en suec, Svenska kyrkan), és l'església cristiana més gran a Suècia. L'Església de Suècia professa la branca luterana de la cristiandat, i és un membre de la Comunió de Porvoo. Amb 6.446.729 membres batejats, és l'església luterana més gran del món, encara que combinats, hi ha més luterans a les esglésies membre de l'Església Evangèlica Alemanya. Fins al 2000 ocupava la posició d'església estatal. A partir de 2012, un 67,5% de la població de Suècia pertanyia a l'església. Tanmateix, només un 5% aproximadament dels membres de l'església regularment assisteixen a serveis de diumenge.
L'Església està, per llei, organitzada en la conducta següent: 
- L'Església de Suècia és una comunitat Luterana Evangèlica de fe manifestada en parròquies i diòcesis. L'Església de Suècia també té una organització nacional.

- L'Església de Suècia és una església nacional oberta, funcionant amb una organització democràtica i a través del ministeri de l'església, cobreix la nació sencera.

El Primat de l'Església de Suècia és l'Arquebisbe d'Uppsala, actualment Anders Wejryd.